# Carreras de las Estrellas
Las Carreras de las Estrellas es una serie de carreras de caballos que se realiza en Argentina desde 1991. Es uno de los eventos hípicos más populares del país, a pesar de su corta historia.
La Fundación Equina Argentina (FEAR), organizadora de las Carreras de las Estrellas, se inspiró en el formato de la Breeders' Cup, de los Estados Unidos. Referentes de la cría como Hernán Ceriani Cernadas, Pedro Blaquier, Raúl Félix María Lottero, “Lito” Bestani, Luis Villamil, Ignacio Correas, Juan Carlos Bagó y Alejandro Menditeguy tomaron la idea e iniciaron el camino en Argentina al poner la piedra fundacional el 24 de octubre de 1989.
Las Carreras de las Estrellas se disputan en una jornada, alternándose los hipódromos de San Isidro y Palermo, los más distinguidos escenarios del país, un año cada uno actualmente.
El programa de incentivos de Carreras de las Estrellas consiste en generar un fondo por cada caballo sangre pura desde su nacimiento, con aportes del criador y del propietario en partes iguales. Luego, esos fondos conforman los premios de cada una de las Carreras de las Estrellas. 
El éxito de esta iniciativa de FEAR, una entidad sin fines de lucro formada por los criadores más importantes del país, que fue acompañada por el resto de la comunidad hípica, consiste en que casi la mitad de los productos que nacen cada año son inscriptos en el programa. La Argentina es el cuarto productor mundial de caballos de carrera, con alrededor de 7000 nacimientos anuales.
Ocho categorías abarca Carreras de las Estrellas desde 2011: Classic, Distaff, Juvenile, Juvenile Fillies, Sprint, Mile, Juniors Sprint y Provincias Argentinas, esta última para caballos que compiten exclusivamente en el interior del país, con lo cual participan ejemplares de todas las especialidades, conducidos por los más importantes jinetes. Seis de las pruebas del festival pertenecen al Grupo 1, la categoría máxima de la escala que regula el International Cataloguing Standard.
Se realiza al final del primer semestre de cada año, antes del cambio de edad de todos los caballos sangre pura de carrera, que acontece el 1 de julio.

## Carreras
Todo caballo
- Estrellas Classic (Todo caballo 3 y + edad) - 2000 metros - Grupo 1
- Estrellas Mile (Todo caballo 3 y + edad) - 1600 metros - Grupo 1
- Estrellas Sprint (Todo caballo 3 y + edad) - 1000 metros - Grupo 1
- Estrellas Distaff (Yeguas 3 y + edad) - 1800 metros - Grupo 1

- Estrellas Juvenile (Potrillos 2 años) - 1600 metros - Grupo 1
- Estrellas Juvenile Fillies (Potrancas 2 años) - 1600 metros - Grupo 1
- Estrellas Junior Sprint (Productos 2 años) - 1000 metros - Grupo 3
- Estrellas Dirt (Yeguas 3 y + edad) - 1300 metros - NG
- Estrellas Dirt Junior (Productos 2 años, con campaña exclusiva en el interior) - 1300 metros - NG
- Estrellas Provincias Argentinas (machos y hembras, con campaña exclusiva en el interior) - 1000 metros - Listado

## Ganadores de la última edición (2023)
| Classic | Distaff      | Mile          | Sprint        | Juvenile  | Juvenile Fillies | Junior Sprint |
| ------- | ------------ | ------------- | ------------- | --------- | ---------------- | ------------- |
|         |              |               |               |           |                  |               |
| Durazzo | Soviet Catch | Malibu Spring | Luthier Blues | Dark Love | Neverwalkalone   | Ser Sincero   |

## Estadísticas

### Jockeys
| Jockey               | País | Triunfos | Activo   |
| -------------------- | ---- | -------- | -------- |
| Pablo Falero         |      | 26       | Retirado |
| Jacinto Herrera      |      | 21       | Retirado |
| Juan Carlos Noriega  |      | 17       | Sí       |
| Gustavo Calvente     |      | 11       | Sí       |
| Jorge Ricardo        |      | 10       | Sí       |
| Eduardo Ortega Pavón |      | 9        | Sí       |
| Jorge Valdivieso     |      | 8        | Retirado |

### Entrenadores
| Entrenador                  | País | Triunfos |
| --------------------------- | ---- | -------- |
| Roberto Pellegatta          |      | 20       |
| Juan Carlos Etchechoury (h) |      | 17       |
| Alfredo Gaitán Dassié       |      | 9        |
| Carlos Daniel Etchechoury   |      | 9        |
| Juan Carlos Maldotti        |      | 7        |
| José Martins Alves          |      | 6        |
| Roberto Bullrich            |      | 6        |

### Propietarios
| Caballeriza           |                    | Triunfos |
| --------------------- | ------------------ | -------- |
| La Quebrada           | Horse racing silks | 9        |
| Firmamento            | Horse racing silks | 8        |
| Vacación              | Horse racing silks | 7        |
| Santa María de Araras | Horse racing silks | 6        |
| La Providencia        | Horse racing silks | 6        |
| Rubio B               | Horse racing silks | 6        |
| La Biznaga            | Horse racing silks | 5        |
| Tori                  | Horse racing silks | 5        |

### Criadores
| Haras             | Triunfos |
| ----------------- | -------- |
| Haras La Quebrada | 31       |
| Haras Abolengo    | 24       |
| Haras Firmamento  | 20       |
| Haras Vacación    | 20       |
| Haras La Biznaga  | 14       |

### Padrillos
| Padrillo (Padre)             | País | Triunfos |
| ---------------------------- | ---- | -------- |
| Southern Halo (Halo)         |      | 22       |
| Mutakddim (Seeking The Gold) |      | 9        |
| Equal Stripes                |      | 8        |
| Numerous (Mr. Prospector)    |      | 5        |
| Shy Tom (Blushing Groom)     |      | 5        |
| Orpen (Lure)                 |      | 5        |

### Abuelos maternos
| Padrillo (Padre)          | País | Triunfos |
| ------------------------- | ---- | -------- |
| Southern Halo (Halo)      |      | 13       |
| Fitzcarraldo (Cipayo)     |      | 10       |
| Logical (Buckpasser)      |      | 8        |
| Mountdrago (Sheet Anchor) |      | 5        |
| Farnesio (Good Manners)   |      | 5        |
| Liloy (Bold Bidder)       |      | 5        |

## Historial de cada prueba

### Gran Premio Estrellas Classic
| Año  | Ganador          | País | Jockey                        | País | Padrillo         | País | Yegua Madre      | País | Criador                                   | Caballeriza        | Colores            |
| ---- | ---------------- | ---- | ----------------------------- | ---- | ---------------- | ---- | ---------------- | ---- | ----------------------------------------- | ------------------ | ------------------ |
| 2025 | Need You Tonight |      | Maximiliano Acerito Rodríguez |      | Hat Ninja        |      | En Exceso        |      | Haras El Wing                             | El Wing            |                    |
| 2024 | Vundu            |      | Francisco Gonçalves           |      | Suggestive Boy   |      | Venerancia       |      | Haras Pozo de Luna                        | Gran Ascochinga    |                    |
| 2023 | Natan            |      | Adrián Giannetti              |      | Señor Candy      |      | Nuit             |      | Haras Carampangue                         | Las Monjitas       |                    |
| 2022 | Durazzo          |      | Francisco Gonçalves           |      | Fortify          |      | Dale Lunfa       |      | Haras Marias del Sur                      | Marias del Sur     |                    |
| 2021 | Emotion Orpen    |      | Rodrigo Blanco                |      | Orpen            |      | Unavailable      |      | Hs. Firmamento                            | Firmamento         | Horse racing silks |
| 2020 | In Your Honor    |      | Gustavo Calvente              |      | Asiatic boy      |      | Intense Look     |      | Hs. Abolengo                              | El Doctor          |                    |
| 2019 | Dandy Del Barrio |      | Juan Carlos Noriega           |      | Violence         |      | Dixie Ready      |      | Haras La Pasión                           | Dark Horse         | Horse racing silks |
| 2018 | The Great Day    |      | Francisco Gonçalves           |      | Harlan's Holiday |      | The Great Glory  |      | Haras Firmamento                          | Firmamento         | Horse racing silks |
| 2017 | Crazy Icon       |      | Juan Carlos Noriega           |      | Sixties Icon     |      | Crazy Arrow      |      | Haras La Manija                           | Las Canarias       | Horse racing silks |
| 2016 | Saltarín Dubai   |      | Juan Carlos Noriega           |      | E Dubai          |      | Saltarina Fitz   |      | Haras Firmamento                          | Las Canarias       | Horse racing silks |
| 2015 | Quiz Kid         |      | Juan Carlos Noriega           |      | Forestry         |      | Quindici         |      | Haras Santa María de Araras               | Dark Horse         | Horse racing silks |
| 2014 | Tantos Años      |      | Gustavo Calvente              |      | Mutakddim        |      | Some Kinda Angel |      | Haras Don Arcángel                        | Arcángel           | Horse racing silks |
| 2013 | Taifas           |      | Eduardo Ortega Pavón          |      | Val Royal        |      | Sisinia          |      | Haras Comalal y Est. de Montas La Mission | Las Hormigas       | Horse racing silks |
| 2012 | Expressive Halo  |      | Pablo Falero                  |      | Halo Sunshine    |      | Embrace Moi      |      | Haras Abolengo                            | Axel               | Horse racing silks |
| 2011 | Star Runner      |      | José Ricardo Méndez           |      | Southern Halo    |      | Star Brown       |      | Haras La Quebrada                         | El Zonda           | Horse racing silks |
| 2010 | Lingote de Oro   |      | José Ricardo Méndez           |      | Orpen            |      | Laika            |      | Haras La Providencia                      | Keyser Soze        | Horse racing silks |
| 2009 | City Banker      |      | Adrián Giannetti              |      | Lode             |      | Cirandinha       |      | Haras Santa María de Araras               | El Gusy            | Horse racing silks |
| 2008 | Flag Copado      |      | Gustavo Calvente              |      | Flag Down        |      | Potra Bruja      |      | Haras La Madrugada                        | Bingo Horse        | Horse racing silks |
| 2007 | Fairy Magic      |      | Juan Carlos Noriega           |      | Southern Halo    |      | Fairy Story      |      | Haras La Quebrada                         | Las Hormigas       | Horse racing silks |
| 2006 | Mooner           |      | Mario Leyes                   |      | Mutakddim        |      | Luna Extranjera  |      | Haras Las Dos Manos                       | El Bobo            | Horse racing silks |
| 2005 | Latency          |      | Jacinto Herrera               |      | Slew Gin Fizz    |      | Latencia         |      | Haras Las Dos Manos                       | Las Dos Manos      | Horse racing silks |
| 2004 | Contante         |      | Jacinto Herrera               |      | Intérprete       |      | Consociada       |      | Haras Abolengo                            | Doña Pancha        | Horse racing silks |
| 2003 | Manpower         |      | Juan Carlos Noriega           |      | Southern Halo    |      | Merry Sweet      |      | Haras La Quebrada                         | Doña Ana           | Horse racing silks |
| 2002 | Oh Take          |      | Julio César Méndez            |      | Latin American   |      | Vale Más         |      | Haras Eguilia                             | Nelson Bunker Hunt | Horse racing silks |
| 2001 | Mr. Mat          |      | Juan José Paulé               |      | Numerous         |      | Mat Music        |      | Haras Firmamento                          | Leo                | Horse racing silks |
| 2000 | Sei Mi           |      | Horacio Karamanos             |      | Potrillazo       |      | Seine            |      | Haras Las Dos Manos                       | Mirko              | Horse racing silks |
| 1999 | Refinado Tom     |      | Jorge Valdivieso              |      | Shy Tom          |      | Ma Raffine       |      | Haras La Biznaga                          | La Biznaga         | Horse racing silks |
| 1998 | El Compinche     |      | Jacinto Herrera               |      | Southern Halo    |      | La Copera        |      | Haras La Quebrada                         | La Quebrada        | Horse racing silks |
| 1997 | Rincón Fraile    |      | Walter Serrudo                |      | Ahmad            |      | Fracia           |      | Haras Rincón de Luna                      | Rincón de Luna     | Horse racing silks |
| 1996 | El Compinche     |      | Jacinto Herrera               |      | Southern Halo    |      | La Copera        |      | Haras La Quebrada                         | La Quebrada        | Horse racing silks |
| 1995 | El Florista      |      | Juan José Paulé               |      | El Basco         |      | La Violetera     |      | Haras de la Pomme                         | J.S.A.             | Horse racing silks |
| 1994 | Potridoon        |      | Rubén Laitán                  |      | Potrillazo       |      | Palm             |      | Haras La Madrugada                        | Tori               | Horse racing silks |
| 1993 | Bullicioso In    |      | Rubén Laitán                  |      | Just In Case     |      | Bunny Dancer     |      | Haras Firmamento                          | Patria Grande      | Horse racing silks |
| 1992 | Potrillón        |      | Pablo Falero                  |      | Ahmad            |      | Azalita          |      | Haras La Madrugada                        | Tori               | Horse racing silks |

### Gran Premio Estrellas Distaff
| Año  | Ganadora           | País | Jockey                  | País | Padrillo           | País | Yegua Madre      | País | Criador                                       | Caballeriza           | Colores            |
| ---- | ------------------ | ---- | ----------------------- | ---- | ------------------ | ---- | ---------------- | ---- | --------------------------------------------- | --------------------- | ------------------ |
| 2025 | Coni Fizz          |      | Jairo Flores            |      | Marconi            |      | Azarella         |      | Haras La Generación                           | La Generación         |                    |
| 2024 | Hawaiian Love      |      | Francisco Gonçalves     |      | Hurricane Cat      |      | Hawaian Sunset   |      | Haras El Mallín                               | Montiel               |                    |
| 2023 | Belleza De Arteaga |      | William Pereyra         |      | Cosmic Trigger     |      | Bunny Sand       |      | Haras Juan Antonio                            | Chos Malal            |                    |
| 2022 | Soviet Catch       |      | Francisco Gonçalves     |      | Catcher In The Rye |      | Soviet Lady      |      | Haras Carampangue                             | Carampangue           |                    |
| 2021 | Mahagonny          |      | Juan Carlos Noriega     |      | Storm Embrujado    |      | Mira vos         |      | La Leyenda de Areco                           | La Leyenda            |                    |
| 2020 | Cita di Rio        |      | Martin Valle            |      | Equal Stripes      |      | Cittadinanza     |      | Sta. Elena                                    | Sta. Elena            |                    |
| 2019 | La Renoleta        |      | Juan Cruz Villagra      |      | Treasure Beach     |      | Dixie Tale       |      | Bioart S.A.                                   | Garabo                | Horse racing silks |
| 2018 | Adora Nistel       |      | Francisco Gonçalves     |      | Van Nistelrooy     |      | Miss Trovadora   |      | Haras Firmamento                              | Firmamento            | Horse racing silks |
| 2017 | Schoolmistress     |      | Jose Aparecido da Silva |      | Equal Stripes      |      | Stellify         |      | Haras Vacación                                | Vacación              | Horse racing silks |
| 2016 | Kiriaki            |      | Gustavo Calvente        |      | Catcher In The Rye |      | Kiria            |      | Haras Santa Inés                              | Santa Inés            | Horse racing silks |
| 2015 | Kalithea           |      | Gustavo Calvente        |      | Exchange Rate      |      | Katherine's Halo |      | Haras Santa Inés                              | Santa Inés            | Horse racing silks |
| 2014 | Mary's Gold        |      | Jorge Ricardo           |      | Mutakddim          |      | Mary's Luck      |      | Haras Abolengo                                | Rubio B.              | Horse racing silks |
| 2013 | Miss Serendipity   |      | Jorge Ricardo           |      | Not For Sale       |      | Marca Registrada |      | Anselmo Cavalieri                             | San Maluc             | Horse racing silks |
| 2012 | Kali Baby          |      | Pablo Falero            |      | Aptitude           |      | Kali Marshal     |      | Haras Vacación                                | Vacación              | Horse racing silks |
| 2011 | Jumbalaya          |      | Altair Domingos         |      | Pure Prize         |      | Just The Same    |      | Haras La Providencia                          | La Providencia        | Horse racing silks |
| 2010 | Ollagua            |      | Altair Domingos         |      | Pure Prize         |      | Open Secrets     |      | Haras La Providencia                          | La Providencia        | Horse racing silks |
| 2009 | Ollagua            |      | Francisco Corrales      |      | Pure Prize         |      | Open Secrets     |      | Haras La Providencia                          | La Providencia        | Horse racing silks |
| 2008 | Filarmonía         |      | Pablo Falero            |      | Slew Gin Fizz      |      | Fijeza           |      | Haras Vacación                                | Vacación              | Horse racing silks |
| 2007 | Cachorra Wells     |      | Damián Ramella          |      | Poliglote          |      | Cacht Fitz       |      | Haras Firmamento                              | Firmamento            | Horse racing silks |
| 2006 | Miss Atorranta     |      | Juan Carlos Noriega     |      | Numerous           |      | Atlanta In       |      | Haras Firmamento                              | Le Fragole            | Horse racing silks |
| 2005 | Tamariu            |      | Pedro Robles            |      | Engrillado         |      | Senti Cara       |      | Miguel Lagos Mármol, Raúl Moss y Ramón Marull | Cadaques              | Horse racing silks |
| 2004 | Artemisa           |      | Julio César Méndez      |      | Mutakddim          |      | Grammar          |      | Juan José Caligiuri                           | Tres Jotas            | Horse racing silks |
| 2003 | Potra Fabulous     |      | Juan Carlos Noriega     |      | Potrillón          |      | Imso Fabulous    |      | Haras La Madrugada                            | Cris-Fer              | Horse racing silks |
| 2002 | Tanganyika         |      | Pablo Falero            |      | Intérprete         |      | Tierra Mora      |      | Haras El Paraíso                              | Los Patrios           | Horse racing silks |
| 2001 | Guernika           |      | Jacinto Herrera         |      | Luhuk              |      | Gouache          |      | Haras La Quebrada                             | La Quebrada           | Horse racing silks |
| 2000 | Mi Sureña          |      | Pedro Robles            |      | Southern Halo      |      | My Swinger       |      | Haras La Quebrada                             | Bonaventura           | Horse racing silks |
| 1999 | Warllon            |      | Jacinto Herrera         |      | Potrillón          |      | Warlock          |      | Haras La Madrugada                            | Tori                  | Horse racing silks |
| 1998 | Voy Afuera         |      | Jacinto Herrera         |      | Equalize           |      | Inspirada        |      | Haras Don Arcángel                            | Arcángel              | Horse racing silks |
| 1997 | Blue Baby Blue     |      | Jorge Valdivieso        |      | Forever Sparkle    |      | Blue Ridge Gal   |      | Haras Santa María de Araras                   | Santa María de Araras | Horse racing silks |
| 1996 | Jugada Toss        |      | Jorge Valdivieso        |      | Egg Toss           |      | Frau Jugadora    |      | Haras La Biznaga                              | La Biznaga            | Horse racing silks |
| 1995 | Romanza Mora       |      | Jorge Valdivieso        |      | Zeus               |      | La Cineasta      |      | Haras Los Moros                               | Los Moros             | Horse racing silks |
| 1994 | Tutor Girl         |      | Edgardo Gramática       |      | Mat-Boy            |      | La Tutora        |      | Haras Don Santiago                            | Don Santiago          | Horse racing silks |
| 1993 | Overspeed          |      | Jacinto Herrera         |      | Southern Halo      |      | Overnice         |      | Haras La Quebrada                             | Meli                  | Horse racing silks |

### Gran Premio Estrellas Sprint
| Año  | Ganador         | País | Jockey               | País | Padrillo        | País | Yegua Madre     | País | Criador                     | Caballeriza           | Colores            |
| ---- | --------------- | ---- | -------------------- | ---- | --------------- | ---- | --------------- | ---- | --------------------------- | --------------------- | ------------------ |
| 2025 | Le Cornette     |      | Jairo Flores         |      | Emmanuel        |      | La Plus Chic    |      | Haras La Generación         | Chajarí               |                    |
| 2024 | Labrado         |      | Wilson Moreyra       |      | Le Blues        |      | Sabrina Land    |      | Haras El Paraíso            | Don Ariel             |                    |
| 2023 | Labrado         |      | Wilson Moreyra       |      | Le Blues        |      | Sabrina Land    |      | Haras El Paraíso            | Don Ariel             |                    |
| 2022 | Luthier Blues   |      | Rodrigo Blanco       |      | Le Blues        |      | House Rules     |      | Haras El Paraiso            | Kirby’s               |                    |
| 2021 | Queen Liz       |      | Francisco Gonçalves  |      | Lizard Island   |      | Queen Pasion    |      | Haras La Pasión             | Rubio B               | Horse racing silks |
| 2020 | Humorada Negra  |      | Jose da Silva        |      | Emperor Rcihard |      | Hail to Humor   |      | Haras La Pasión             | Rubio B               | Horse racing silks |
| 2019 | Elogiado        |      | Pablo Falero         |      | Archipenko      |      | Ellie           |      | Haras La Quebrada           | Santa Elena           | Horse racing silks |
| 2018 | Elogiado        |      | Pablo Falero         |      | Archipenko      |      | Ellie           |      | Haras La Quebrada           | Santa Elena           | Horse racing silks |
| 2017 | Humor Ácido     |      | Eduardo Ortega Pavón |      | Emperor Richard |      | Hail To Humor   |      | Haras La Pasión             | La Tutina             | Horse racing silks |
| 2016 | Santillano      |      | Facundo Coria        |      | Easing Along    |      | Santita         |      | Haras La Pasión             | Juan Antonio          | Horse racing silks |
| 2015 | Feel The Race   |      | Pablo Falero         |      | Orpen           |      | Feel The Song   |      | Haras Santa María de Araras | Santa María de Araras | Horse racing silks |
| 2014 | Lenovo          |      | Gustavo Calvente     |      | Roman Ruler     |      | La Piradita     |      | Haras Vacación              | La Juventus           | Horse racing silks |
| 2013 | She's Happy     |      | Eduardo Ortega Pavón |      | Speightstown    |      | She's An Angel  |      | Haras Futuro                | Haras Futuro          | Horse racing silks |
| 2012 | Don Pedal       |      | Mario Fernández      |      | Orpen           |      | Doña Streaper   |      | Haras San Benito            | Río Gualeguay         | Horse racing silks |
| 2011 | Evo Emperor     |      | Pablo Falero         |      | Emperor Jones   |      | Miss Eva        |      | Haras Firmamento            | Globo Azul            | Horse racing silks |
| 2010 | Qué Vida Buena  |      | Pablo Falero         |      | Bernstein       |      | Queen Tango     |      | Haras Santa María de Araras | Santa María de Araras | Horse racing silks |
| 2009 | El Noi          |      | Adrián Giannetti     |      | Anjiz           |      | Mersa           |      | Norberto Peluso             | La Oriana             | Horse racing silks |
| 2008 | Compasivo Cat   |      | Gustavo Calvente     |      | Easing Along    |      | La Tosquera     |      | Haras El Alfalfar           | Aladino               | Horse racing silks |
| 2007 | Storm Marcopolo |      | Jorge Ricardo        |      | Bernstein       |      | Marplatense Soy |      | Haras La Biznaga            | Rubio B.              | Horse racing silks |
| 2006 | Trenzado        |      | Abel Giorgis         |      | West by West    |      | Trenza de Oro   |      | Haras de la Pomme           | Green and Black       | Horse racing silks |
| 2005 | Vital Class     |      | Abel Giorgis         |      | In Class        |      | Awesome Live    |      | Haras Divisadero            | Emi y Eva             | Horse racing silks |
| 2004 | Miss Victory    |      | Damián Ramella       |      | Numerous        |      | Victoriosa Fitz |      | Haras Firmamento            | Firmamento            | Horse racing silks |
| 2003 | Luna Real       |      | Armando Glades       |      | Mutakddim       |      | Lovely Moon     |      | Haras La Quebrada           | Ni Manor              | Horse racing silks |
| 2002 | Mister Phone    |      | Antonio Rivero       |      | Speakerphone    |      | Miss Newgate    |      | Haras Vacación              | Five and Me           | Horse racing silks |
| 2001 | Taimazov        |      | Juan Pablo Lagos     |      | Southern Halo   |      | Heiress         |      | Haras Don Arcángel          | Milenium              | Horse racing silks |
| 2000 | Dionisio Tom    |      | Jacinto Herrera      |      | Shy Tom         |      | Doryl           |      | Haras La Biznaga            | Good Friends          | Horse racing silks |
| 1999 | Vacacionada     |      | Pablo Falero         |      | Southern Halo   |      | Valery Toss     |      | Haras Vacación              | Vacación              | Horse racing silks |
| 1998 | Matthis         |      | Jacinto Herrera      |      | Southern Halo   |      | Mystique        |      | Haras La Quebrada           | Cholín                | Horse racing silks |
| 1997 | Wally           |      | Rubén Laitán         |      | Southern Halo   |      | Welcome         |      | Haras La Quebrada           | La Quebrada           | Horse racing silks |
| 1996 | Wally           |      | Jacinto Herrera      |      | Southern Halo   |      | Welcome         |      | Haras La Quebrada           | La Quebrada           | Horse racing silks |
| 1995 | Wally           |      | Jacinto Herrera      |      | Southern Halo   |      | Welcome         |      | Haras La Quebrada           | La Quebrada           | Horse racing silks |
| 1994 | La Baraca       |      | Pablo Falero         |      | Mariache        |      | La Bambuca      |      | Haras Vacación              | Vacación              | Horse racing silks |
| 1993 | Bombazo Toss    |      | Cornelio Reynoso     |      | Egg Toss        |      | Junaina         |      | Haras Rincón de Luna        | Augusto               | Horse racing silks |
| 1992 | Gold Spring     |      | Jacinto Herrera      |      | Gold Trojan     |      | Spring Light    |      | Haras Las Matildes          | Matty                 | Horse racing silks |

### Gran Premio Estrellas Mile
| Año  | Ganador          | País | Jockey               | País | Padrillo           | País | Yegua Madre     | País | Criador                     | Caballeriza               | Colores            |
| ---- | ---------------- | ---- | -------------------- | ---- | ------------------ | ---- | --------------- | ---- | --------------------------- | ------------------------- | ------------------ |
| 2025 | El Exito         |      | Martín Valle         |      | Il Campione        |      | Serenity Jane   |      | Haras El Paraíso            | F. Enrique                |                    |
| 2024 | Folie Ninja      |      | Brian Enrique        |      | Hat Ninja          |      | Incurable Folie |      | Luis Alberto Scalella       | La Mision                 |                    |
| 2024 | Bronx            |      | Cristian Velázquez   |      | Que Vida Buena     |      | Do Us Part      |      | Rafael Dellacasa            | Tres P                    |                    |
| 2023 | Love The Races   |      | Gonzalo Borda        |      | Hurricane Cat      |      | Love And Roses  |      | Haras Vacación              | Vacación                  | Horse racing silks |
| 2022 | Malibu Spring    |      | William Pereyra      |      | Greenspring        |      | Matsumara       |      | Haras VIkeda                | El Irlandés               |                    |
| 2021 | Che Capanga      |      | William Pereyra      |      | Manipulator        |      | Lucidezza       |      | Patricio Lossino            | Chemeco                   |                    |
| 2020 | Power Up         |      | Lautaro Balmaceda    |      | Key Deputy         |      | Stormy Puntera  |      | Haras La Quebrada           | Urquiza                   |                    |
| 2019 | Expresive Smart  |      | Francisco Gonçalves  |      | Expresive Halo     |      | Smart Emper     |      | Haras Firmamento            | El Clan Corrientes (Ctes) | Horse racing silks |
| 2018 | Magical Touch    |      | Eduardo Ortega Pavón |      | Roman Ruler        |      | Macoya          |      | Haras Vacación              | Facundito                 | Horse racing silks |
| 2017 | Victor Security  |      | Pablo Carrizo        |      | Stormy Atlantic    |      | Victoria Reel   |      | Haras La Pasión             | Tramo 20                  | Horse racing silks |
| 2016 | Eragon           |      | Gustavo Calvente     |      | Offlee Wild        |      | Express Time    |      | Haras Avourneen             | Juan Antonio              | Horse racing silks |
| 2015 | Todo Un Amiguito |      | Altair Domingos      |      | Mutakddim          |      | Yankee Star     |      | Carlos Monayer              | Haras y Stud Don Nico     | Horse racing silks |
| 2014 | Livingstone      |      | Jorge Ricardo        |      | Jump Start         |      | Lideranza       |      | Haras La Providencia        | Il Capitano               | Horse racing silks |
| 2013 | Johnny Guitar    |      | Pablo Falero         |      | Lode               |      | Jolie Caresse   |      | Haras Santa María de Araras | Santa María de Araras     | Horse racing silks |
| 2012 | Evilasio         |      | Juan Cruz Villagra   |      | Manipulator        |      | React           |      | Haras Don Arcángel          | Rubio B.                  | Horse racing silks |
| 2011 | Pick Out         |      | Adrián Giannetti     |      | Brancusi           |      | Petite Lune     |      | Haras Orilla del Monte      | El Gusy                   | Horse racing silks |
| 2010 | El Garufa        |      | Claudio Quiroga      |      | Luhuk              |      | La Camorrera    |      | Haras La Quebrada           | Snow Crest                | Horse racing silks |
| 2009 | Snapy Halo       |      | Jorge Ricardo        |      | Southern Halo      |      | Esnaola         |      | Haras Firmamento            | Rubio B.                  | Horse racing silks |
| 2008 | Bahiaro          |      | Francisco Arreguy    |      | Incurable Optimist |      | Istiara         |      | Haras El Paraíso            | S. de B.                  | Horse racing silks |

### Gran Premio Estrellas Juvenile
| Año  | Ganador        | País | Jockey                       | País | Padrillo         | País | Yegua Madre     | País | Criador                             | Caballeriza        | Colores            |
| ---- | -------------- | ---- | ---------------------------- | ---- | ---------------- | ---- | --------------- | ---- | ----------------------------------- | ------------------ | ------------------ |
| 2025 | Drive Joy      |      | Martín Valle                 |      | Fortify          |      | Zip Drive       |      | Haras Firmamento                    | Firmamento         | Horse racing silks |
| 2024 | Colifato Novo  |      | Joaquín Cano                 |      | Lenovo           |      | Baraca Nistel   |      | Maximiliano Marcelo Conti           | El Ranquel         |                    |
| 2023 | Dark Love      |      | Eduardo Ortega Pavón         |      | In The Dark      |      | Lovely Lady     |      | Matías Uher                         | San Isidoro        |                    |
| 2022 | Subsanador     |      | Eduardo Ortega Pavón         |      | Fortify          |      | Save the Date   |      | Haras El Mallin                     | Facundito          | Horse racing silks |
| 2021 | Fiel Amigo     |      | Rodrigo Blanco               |      | Violence         |      | Poloma          |      | Haras Santa Inés                    | El 30              |                    |
| 2020 | Seteado Joy    |      | Fabricio Barroso             |      | Fortify          |      | Stormy Sexology |      | Haras La Biznaga                    | Triunvirato        | Horse racing silks |
| 2019 | Ivar           |      | Adrián Maximiliano Giannetti |      | Agnes Gold       |      | May Be Now      |      | Criado en Brasil                    | Stud RDI           | Horse racing silks |
| 2018 | Grecko         |      | Gustavo Calvente             |      | Not For Sale     |      | Grecian         |      | Haras La Pasión                     | Juan Antonio       | Horse racing silks |
| 2017 | Puerto Real    |      | Fabricio Barroso             |      | Pure Prize       |      | Posera          |      | Haras Carampangue                   | Triunvirato        | Horse racing silks |
| 2016 | Sweet Sorrel   |      | Darío García                 |      | Star Dabbler     |      | Sweet City Gal  |      | Haras Futuro                        | Haras Futuro       | Horse racing silks |
| 2015 | Urmeneta       |      | Cristian Quiles              |      | Cosmic           |      | Unik            |      | Haras Cachagua y Haras Pozo de Luna | Ciencias Ocultas   | Horse racing silks |
| 2014 | Galicado       |      | Eduardo Ortega Pavón         |      | Asiatic Boy      |      | Galicada        |      | Haras Abolengo                      | Haras Cachagua     | Horse racing silks |
| 2013 | Got Talent     |      | Eduardo Ortega Pavón         |      | Easing Along     |      | Galicada        |      | Haras Abolengo                      | Haras Cachagua     | Horse racing silks |
| 2012 | Indy Point     |      | Gonzalo Hahn                 |      | Indygo Shiner    |      | Red Point       |      | Felipe Lovisi                       | Gus-May-Fer        | Horse racing silks |
| 2011 | Suggestive Boy |      | Jorge Ricardo                |      | Easing Along     |      | Suffrage        |      | Haras Futuro                        | Haras Pozo de Luna | Horse racing silks |
| 2010 | Paulinho       |      | Eduardo Ortega Pavón         |      | Equal Stripes    |      | Paula Sexy      |      | Haras Abolengo                      | Los Cozacos        | Horse racing silks |
| 2009 | San Livinus    |      | Pablo Falero                 |      | Mutakddim        |      | Capalize        |      | Haras La Quebrada                   | Tres Jotas         | Horse racing silks |
| 2008 | Ever Peace     |      | Mario Leyes                  |      | Alpha Plus       |      | Ever Beauty     |      | Haras Abolengo                      | Rincón de Piedra   | Horse racing silks |
| 2007 | Mach Glory     |      | Julio César Méndez           |      | Honour and Glory |      | Mucci Baby      |      | Haras de la Pomme                   | S. de B.           | Horse racing silks |
| 2006 | Spice Boy      |      | José Ricardo Méndez          |      | Acceptable       |      | Rubia Star      |      | Haras Abolengo                      | Doña Helga         | Horse racing silks |
| 2005 | El Fanfante    |      | José Ricardo Méndez          |      | Missionary       |      | La Flautista    |      | Haras Las Camelias                  | Las Hormigas       | Horse racing silks |
| 2004 | Forty Mirage   |      | Pablo Falero                 |      | Roar             |      | Shy Mirona      |      | Haras La Biznaga                    | Rincón de Piedra   | Horse racing silks |
| 2003 | Emergente      |      | Pablo Falero                 |      | Salt Lake        |      | Early Princess  |      | Haras Vacación                      | Bingo Horse        | Horse racing silks |
| 2002 | Freddy         |      | Antonio Rivero               |      | Roy              |      | Folgada         |      | Antonio Depieri                     | La Providencia     | Horse racing silks |
| 2001 | Petit Club     |      | Juan Carlos Noriega          |      | Southern Halo    |      | Petite Lune     |      | Haras Orilla del Monte              | Stonerside Stable  | Horse racing silks |
| 2000 | Rocking Trick  |      | Pablo Falero                 |      | Phone Trick      |      | Razzi Cat       |      | Haras Vacación                      | Vacación           | Horse racing silks |
| 1999 | Painter        |      | Edwin Talaverano             |      | Robin des Bois   |      | Panting         |      | Haras de la Pomme                   | La Pomme           | Horse racing silks |
| 1998 | Team           |      | Francisco Arreguy            |      | Southern Halo    |      | Teocrática      |      | Haras La Quebrada                   | Las Telas          | Horse racing silks |
| 1997 | Lord Grillo    |      | Juan Carlos Noriega          |      | Engrillado       |      | Lady Match      |      | Haras de la Pomme                   | La Tinuca          | Horse racing silks |
| 1996 | Refinado Tom   |      | Jorge Valdivieso             |      | Shy Tom          |      | Ma Raffine      |      | Haras La Biznaga                    | La Biznaga         | Horse racing silks |
| 1995 | Muñecote       |      | Jacinto Herrera              |      | Equalize         |      | Muñeca Gaucha   |      | Haras El Turf                       | La Verdad          | Horse racing silks |
| 1994 | Rockville      |      | Guillermo Sena               |      | Southern Halo    |      | Royal Time      |      | Haras La Quebrada                   | La Fia-cca         | Horse racing silks |
| 1993 | Tamarjín       |      | Omar Ilarione                |      | Trial by Error   |      | Sound of Music  |      | Haras El Candil                     | Don Carlos         | Horse racing silks |
| 1992 | Valenti        |      | Jacinto Herrera              |      | Ringaro          |      | Vendome         |      | Haras Abolengo                      | La Angostura       | Horse racing silks |
| 1991 | Intérprete     |      | Walter Serrudo               |      | Farnesio         |      | Inaccesible     |      | Haras Abolengo                      | Creole             | Horse racing silks |

### Gran Premio Estrellas Juvenile Fillies
| Año  | Ganadora         | País | Jockey              | País | Padrillo           | País | Yegua Madre     | País | Criador                     | Caballeriza              | Colores            |
| ---- | ---------------- | ---- | ------------------- | ---- | ------------------ | ---- | --------------- | ---- | --------------------------- | ------------------------ | ------------------ |
| 2025 | Charm            |      | Martín Valle        |      | Strategos          |      | Roman Princess  |      | Triple Alliance S.A.        | Triple Alliance          |                    |
| 2024 | Quita Rim        |      | William Pereyra     |      | Remote             |      | Quita Nistel    |      | Haras Firmamento            | Firmamento               | Horse racing silks |
| 2023 | Neverwalkalone   |      | Adrian Giannetti    |      | Agnes Gold         |      | Zafira          |      | Haras Rio Dois Irmaos       | Stud R.D.I               |                    |
| 2022 | Nueva Fragancia  |      | Cristian Velazquez  |      | Hurricane Cat      |      | New Fragance    |      | Haras Vacacion              | Rodolfo Pedro            |                    |
| 2021 | Lindalevesolta   |      | Adrian Giannetti    |      | Super Saver        |      | Truth Seeking   |      | Haras Rio Dois Irmaos       | Stud R.D.I               |                    |
| 2020 | Infartame        |      | Gabriel Bonasola    |      | Equal Stripes      |      | Infanta Elena   |      | Haras Abolengo              | Carmel                   |                    |
| 2019 | Joy Epifora      |      | Iván Monasterolo    |      | Fortify            |      | Stormy Epistola |      | Haras La Biznaga            | La Nora                  | Horse racing silks |
| 2018 | Shyster          |      | Wilson Moreyra      |      | Equal Stripes      |      | Shy Darling     |      | Haras Abolengo              | Los Samanes              | Horse racing silks |
| 2017 | Positive Mind    |      | Gustavo Calvente    |      | Equal Stripes      |      | Paula Sexy      |      | Haras Abolengo              | Juan Antonio             | Horse racing silks |
| 2016 | Kononkop         |      | Altair Domingos     |      | Pure Prize         |      | Korea           |      | Haras La Providencia        | La Providencia           | Horse racing silks |
| 2015 | Seresta          |      | Jorge Ricardo       |      | Jump Start         |      | Serata          |      | Haras Santa María de Araras | Los Dago                 | Horse racing silks |
| 2014 | Quita Nistel     |      | Edwin Talaverano    |      | Van Nistelrooy     |      | Muequita Fitz   |      | Haras Firmamento            | Firmamento               | Horse racing silks |
| 2013 | Juhayna          |      | Altair Domingos     |      | Johannesburg       |      | Jus Agendi      |      | Haras La Providencia        | La Providencia           | Horse racing silks |
| 2012 | Caldine          |      | Pablo Falero        |      | Roman Ruler        |      | Comodora        |      | Haras Vacación              | Vacación                 | Horse racing silks |
| 2011 | Gamuza Fina      |      | Mario Fernández     |      | Equal Stripes      |      | Gamuza Fitz     |      | Haras Abolengo              | A.J.M.                   | Horse racing silks |
| 2010 | Coordenada       |      | José Ricardo Méndez |      | Equal Stripes      |      | Coordinada      |      | Haras Abolengo              | Victoria                 | Horse racing silks |
| 2009 | True Passion     |      | Pablo Falero        |      | Orpen              |      | Tolerada        |      | Haras Orilla del Monte      | Orilla del Monte         | Horse racing silks |
| 2008 | Miss Bamba       |      | Damián Ramella      |      | Numerous           |      | Bamba Fitz      |      | Haras Firmamento            | Firmamento               | Horse racing silks |
| 2007 | Inca Noble       |      | Jorge Ricardo       |      | Ride The Rails     |      | Inca            |      | Haras Abolengo              | Abolengo                 | Horse racing silks |
| 2006 | La Cocasse       |      | Jacinto Herrera     |      | Mutakddim          |      | La Simpatía     |      | Haras La Quebrada           | La Quebrada              | Horse racing silks |
| 2005 | Safari Queen     |      | Juan Carlos Noriega |      | Lode               |      | Safari Girl     |      | Haras Santa María de Araras | Santa María de Araras    | Horse racing silks |
| 2004 | Forty Greeta     |      | Juan Carlos Noriega |      | Roar               |      | Shy Greeting    |      | Haras La Biznaga            | Sheikh Rashid Al Maktoum | Horse racing silks |
| 2003 | Dale Lunfa       |      | Jacinto Herrera     |      | Dalhart            |      | Shy Lunfarda    |      | Haras La Biznaga            | La Biznaga               | Horse racing silks |
| 2002 | Miss Terrible    |      | Edgardo Gramática   |      | Numerous           |      | Teidi           |      | Haras Firmamento            | Firmamento               | Horse racing silks |
| 2001 | Ivory Tower      |      | Julio César Méndez  |      | Southern Halo      |      | Iskara          |      | Haras Orilla del Monte      | Sidney & Jenny Craig     | Horse racing silks |
| 2000 | Chloris          |      | Pedro Robles        |      | Ibero              |      | Storm Girl      |      | Haras Río Claro             | Río Claro                | Horse racing silks |
| 1999 | Venusberg        |      | Horacio Betansos    |      | Southern Halo      |      | La Valkiria     |      | Haras La Quebrada           | Cobra Farm               | Horse racing silks |
| 1998 | Esperada         |      | Juan Carlos Noriega |      | Equalize           |      | Esmerada        |      | Haras Abolengo              | A.J.M.                   | Horse racing silks |
| 1997 | Slew of Reality  |      | Horacio Karamanos   |      | Political Ambition |      | Slew of Reasons |      | Haras Vacación              | Las Telas                | Horse racing silks |
| 1996 | Southern Spring  |      | Oscar Conti         |      | Southern Halo      |      | Spring Light    |      | Haras Las Matildes          | Matty                    | Horse racing silks |
| 1995 | Different        |      | Juan José Paulé     |      | Candy Stripes      |      | Diferente       |      | Haras Abolengo              | Alto Verde               | Horse racing silks |
| 1994 | Star and Stripes |      | Yolanda Dávila      |      | Parade Marshal     |      | Love For Sale   |      | Haras El Candil             | Dulcinea                 | Horse racing silks |
| 1993 | Parfait Amour    |      | Pablo Falero        |      | Link               |      | Cattinara       |      | Haras Los Apamates          | El Apolo                 | Horse racing silks |
| 1992 | Potridee         |      | Pablo Falero        |      | Potrillazo         |      | Chaldee         |      | Haras La Madrugada          | Tori                     | Horse racing silks |
| 1991 | Irina            |      | Rubén Galloso       |      | Ringaro            |      | Souris Grise    |      | Haras Alto Grande           | Tres Jotas               | Horse racing silks |

### Clásico Estrellas Junior Sprint
| Año  | Ganador            | País | Jockey               | País | Padrillo           | País | Yegua Madre        | País | Criador                     | Caballeriza               | Colores            |
| ---- | ------------------ | ---- | -------------------- | ---- | ------------------ | ---- | ------------------ | ---- | --------------------------- | ------------------------- | ------------------ |
| 2025 | Campo Verde        |      | Juan Cruz Villagra   |      | Strategos          |      | Sinalina           |      | Haras El Paraíso            | Mamina                    |                    |
| 2024 | Amor Del Bueno     |      | Brian Enrique        |      | Angiolo            |      | Rose Of Grace      |      | Haras El Paraíso            | Stud Santo Domingo        |                    |
| 2023 | Ser Sincero        |      | Francisco Gonçalves  |      | Fortify            |      | Stormy Lunar       |      | Haras Vacación              | J.A.                      |                    |
| 2022 | Labrado            |      | Wilson Moreyra       |      | Le Blues           |      | Sabrina Land       |      | Haras El Paraiso            | Don Ariel                 |                    |
| 2021 | Hit it Dubai       |      | Wilson Moreyra       |      | Hit it a Bomb      |      | Dubai Glory        |      | Haras Firmamento            | Los Bandidos              |                    |
| 2020 | Splendid Key       |      | Facundo Coria        |      | Key Deputy         |      | Splend Zensational |      | Haras Firmamento            | El Alfalfar               |                    |
| 2019 | Calzonetti         |      | Wilson Moreyra       |      | Zensational        |      | Caracolada         |      | Haras La Pasión             | El Clan Corrientes (Ctes) | Horse Racing silks |
| 2018 | Brillant Sun Van   |      | Juan Carlos Noriega  |      | Van Nistelrooy     |      | Holy Sunset        |      | Haras Firmamento            | Marías del Sur            | Horse racing silks |
| 2017 | Tan Creído         |      | Julio César Méndez   |      | Hurricane Cat      |      | Tancreda           |      | Haras Vacación              | Ximena                    | Horse racing silks |
| 2016 | Don Mengano        |      | Osvaldo Alderete     |      | El Corredor        |      | Mi Gauchita        |      | Haras La Quebrada           | Jet Set                   | Horse racing silks |
| 2015 | Sassagoula Springs |      | Eduardo Ortega Pavón |      | Grand Reward       |      | Britney Laike      |      | Heritage Bloodstock         | Heritage Stud             | Horse racing silks |
| 2014 | Feel The Race      |      | Pablo Falero         |      | Orpen              |      | Feel The Song      |      | Haras Santa María de Araras | Santa María de Araras     | Horse racing silks |
| 2013 | Kir Royal          |      | Damián Ramella       |      | Exchange Rate      |      | Key West Cammy     |      | Haras La Leyenda de Areco   | Stud Santa Anita          | Horse racing silks |
| 2012 | Fresher            |      | Jorge Ricardo        |      | Easing Along       |      | Estudiantina       |      | Haras La Quebrada           | Gringo Esteban            | Horse racing silks |
| 2011 | Benefactor         |      | Jorge Ruíz Díaz      |      | Grand Reward       |      | Daughterofcharity  |      | Haras El Mallín             | El Pulpo                  | Horse racing silks |
| 2008 | Mediático Jet      |      | Abel Giorgis         |      | Commander Jet      |      | Medieval Times     |      | Haras Divisadero            | Divisadero                | Horse racing silks |
| 2007 | Greco Tom          |      | José Ricardo Méndez  |      | Shy Tom            |      | Forty Gregaria     |      | Haras La Biznaga            | Mi Sueño                  | Horse racing silks |
| 2006 | Rufus              |      | Gustavo Calvente     |      | Handsome Halo      |      | Riyona             |      | Haras La Quebrada           | Ana Ruth                  | Horse racing silks |
| 2005 | Alert              |      | Pablo Falero         |      | Southern Halo      |      | Agustina's Dream   |      | Haras La Quebrada           | La Quebrada               | Horse racing silks |
| 2004 | Queleden Candela   |      | Fabio Guedes         |      | West by West       |      | Celia La Rumbera   |      | Haras de la Pomme           | La Pomme                  | Horse racing silks |
| 2003 | Asset              |      | Jorge Valdivieso     |      | Salt Lake          |      | La Quipa           |      | Álvaro Vargas Lerena        | Suerte Loca               | Horse racing silks |
| 2002 | Chollo             |      | Jacinto Herrera      |      | Roy                |      | Choice             |      | Haras Vacación              | Bingo Horse               | Horse racing silks |
| 2001 | Refine             |      | Jacinto Herrera      |      | Mutakddim          |      | Redama             |      | Haras La Quebrada           | La Quebrada               | Horse racing silks |
| 2000 | Mister Phone       |      | Pablo Falero         |      | Speakerphone       |      | Miss Newgate       |      | Haras Vacación              | Five and Me               | Horse racing silks |
| 1999 | Sun Spring         |      | Jacinto Herrera      |      | Southern Halo      |      | Spring Light       |      | Haras La Quebrada           | Matty                     | Horse racing silks |
| 1998 | Montañez Tom       |      | Juan Carlos Noriega  |      | Shy Tom            |      | Ma Bouche          |      | Haras La Biznaga            | Las P.V.T.                | Horse racing silks |
| 1997 | Cutlas             |      | Francisco Arreguy    |      | Confidential Talk  |      | Cutey              |      | Haras Vacación              | Las Telas                 | Horse racing silks |
| 1996 | Astrológica        |      | Francisco Arreguy    |      | Senor Pete         |      | Astoria            |      | Haras La Quebrada           | Las Telas                 | Horse racing silks |
| 1995 | Makaha             |      | Pablo Falero         |      | Compatible         |      | Day Flame          |      | Haras El Alfalfar           | Sueño Posible             | Horse racing silks |
| 1994 | Leyden             |      | Horacio Karamanos    |      | Political Ambition |      | La Bambuca         |      | Haras Vacación              | San Blas                  | Horse racing silks |
| 1993 | Bolero Toss        |      | Jorge Valdivieso     |      | Egg Toss           |      | Bailante           |      | Haras La Biznaga            | La Biznaga                | Horse racing silks |
| 1992 | El Barón           |      | Jorge Valdivieso     |      | Egg Toss           |      | La Baronesa        |      | Haras El Turf               | Santa María de Giles      | Horse racing silks |
| 1991 | Gold Spring        |      | Jacinto Herrera      |      | Gold Trojan        |      | Spring Light       |      | Haras Las Matildes          | Matty                     | Horse racing silks |